# Adil Fahim
Adil Fahim (arab. عادل فهيم, ur. 3 stycznia 1983) – marokański piłkarz, grający jako pomocnik.

## Kariera klubowa

### Początki
Zaczynał karierę w Ittihadzie Khémisset, gdzie grał jako junior do 2004 roku, kiedy został przeniesiony do pierwszego zespołu. 1 lipca 2009 roku przeszedł do Maghrebu Fez.

### Olympique Khouribga
1 stycznia 2011 roku przeszedł do Olympique Khouribga. W sezonie 2011/2012 zagrał w barwach tego klubu dwa mecze.

### FUS Rabat
1 stycznia 2012 roku został zawodnikiem FUS Rabat. W stołecznym klubie zadebiutował 11 marca 2012 roku w meczu przeciwko Maghrebowi Fez (1:1). Na boisku pojawił się w 80. minucie, zastąpił Hamida Boujara. Pierwszą asystę zaliczył 14 kwietnia 2012 roku w meczu przeciwko Olympic Safi (porażka 1:2). Asystował przy bramce Mohameda Traorégo w 51. minucie. Łącznie zagrał 6 spotkań, w których miał dwie asysty.

### Hassania Agadir
1 lipca 2012 roku został graczem Hassanii Agadir. W tym klubie debiut zaliczył 16 września 2012 roku w meczu przeciwko Renaissance Berkane (wygrana 3:2). W debiucie asystował przy bramce Patricka Kouakou w 5. minucie. Pierwszą bramkę strzelił 28 grudnia 2013 roku w meczu przeciwko Wydadowi Fès (wygrana 4:3). Do siatki trafił w 75. minucie, ustalając wynik spotkania, wcześniej też asystował. W sumie wystąpił w 34 meczach ligowych, strzelił bramkę i miał 5 asyst.

### Chabab Atlas Khénifra
1 stycznia 2015 roku, po rocznym okresie bezrobocia podpisał kontrakt z Chababem Atlas Khénifra. W tym klubie debiut zaliczył 22 lutego 2015 roku w meczu przeciwko Olympique Khouribga (porażka 2:1). Grał 58 minut, zmienił go Ahmed Sahmoudi. W sumie zagrał 5 meczów.

### Dalsza kariera
1 lipca 2015 roku powrócił do Ittihadu Khémisset. 1 lipca 2016 roku zakończył karierę.